# Конфортола, Сильвио
Сильвио Конфортола (итал. Silvio Confortola; 20 января 1910, Вальфурва, Ломбардия — 29 января 2003) — итальянский лыжник, призёр чемпионата мира, участник Олимпийских игр 1948 года, многократный призёр чемпионатов Италии. 
На Олимпийских играх 1948 года в Санкт-Морице, стартовал в двух из трёх гонках лыжного турнира и стал 18-м в гонке на 50 км и 6-м в эстафете.
Принимал участие в двух чемпионатах мира, на чемпионате мира 1937 года в Шамони завоевал бронзовую медаль в эстафете. 